# 최민철
최민철(1976년 11월 9일 ~ )은 대한민국의 배우이다.

## 학력
- 중앙대학교 성악과 학사

## 경력
- 중앙대학교 뮤지컬 동아리 Broadway 초대 회장

## 출연작

### 영화
- 《파과》 (2025년) - 이 대위 역
- 《만분의 일초》 (2023년)
- 《대외비》 (2023년) - 부장 역 (우정출연)
- 《리멤버》 (2022년) - 김 중사 역
- 《여타짜》 (2021년) - 육손 역 (본작의 진 최종 보스)
- 《큰엄마의 미친봉고》 (2021년) - 주상현 역
- 《강철비 2: 정상회담》 (2020년) - 호위총국장교 2 역
- 《첫잔처럼》 (2019년) - 사시미 역
- 《악인전》 (2019년) - 권오성 역 (동수의 오른팔이자 문식의 친구)
- 《사도》 (2015년) - 채재공 역
- 《사랑이 이긴다》 (2015년) - 박동식 역
- 《집으로 가는 길》 (2013년) - 문도 역
- 《퍼펙트 게임》 (2011년) - 김일권 역
- 《화이트: 저주의 멜로디》 (2011년) - 최실곤 역
- 《고고70》 (2008년) - 동수, 데블스 트럼펫 역
- 《하류인생》 (2004년) - 형사 2 역

### 드라마
- 《신의 선물 - 14일》 (SBS, 2014년) - 황경수 / 문신남 역
- 《KBS 드라마 스페셜 - 그런 사랑》 (KBS2, 2014년) - 종호 역
- 《오 나의 귀신님》 (tvN, 2015년) - 조동철 역
- 《달콤살벌 패밀리》 (MBC, 2015년) - 강성구 역
- 《옥중화》 (MBC, 2016년) - 정대식 역
- 《블랙》 (OCN, 2017년) - 오만호 역
- 《해치》 (SBS, 2019년) - 윤혁 역
- 《유령을 잡아라!》 (tvN, 2019년)
- 《나의 해방일지》 (JTBC, 2022년) - 백 사장 역
- 《법쩐》 (SBS, 2023년) - 박정수 역
- 《악인전기》 (ENA, 2023년) - 식구파 보스 역
- 《체크인 한양》 (채널A, 2024년~2025년) - 조승량 역

### 뮤지컬 & 연극
- 뮤지컬 《명성황후》 (2000년) - 러시아공사 베베르 역
- 뮤지컬 《팔만대장경》 (2000년) - 선창자 역
- 뮤지컬 《젊은 베르테르의 슬픔》 (2001년) - 카인즈 역
- 뮤지컬 《지하철 1호선》 (2003년) - 철수 / 빨래판 / 노인 / 재수생 역
- 연극 《라이어1탄》 (2003년) - 존 스미스 역
- 연극 《라이어2탄 튀어》 (2003년) - 박광태 역
- 뮤지컬 《파우스트》 (2004년) - 파우스트 역
- 뮤지컬 《사랑은 비를 타고》 (2004년) - 정동현 역
- 뮤지컬 《지킬앤하이드》 (2004년) - 어터슨 역
- 뮤지컬 《어쌔신》 (2005년) - 레온 촐고즈 역
- 뮤지컬 《불의 검》 (2005년) - 아사 역
- 뮤지컬 《매직 카펫 라이드》 (2005년) - 마왕 역
- 뮤지컬 《카르멘》 (2006년) - 모랄레스 역
- 뮤지컬 《렌트》 (2007년) - 콜린 역
- 뮤지컬 《맨 오브 라만차》 (2007년) - 여관주인 역
- 뮤지컬 《드림걸즈》 (2009년) - 제임스 썬더 얼리 역
- 뮤지컬 《살인마 잭》 (2009년) - 잭 역
- 뮤지컬 《올슉업》 (2009년) - 데니스 역
- 뮤지컬 《몬테크리스토》 (2010년) - 몬데고 역
- 뮤지컬 《천변카바레》 (2010년) - 춘식 / 찰스 / 배호 / 배후 역
- 뮤지컬 《락 오브 에이지》 (2010년) - 로니 역
- 뮤지컬 《엘리자벳》 (2012년) - 루이지 루케니 역
- 뮤지컬 《화선 김홍도》 (2011년) - 손수재 역
- 뮤지컬 《레베카》 (2013년) - 잭 파벨 역
- 뮤지컬 《노트르담 드 파리》 (2013년) - 프롤로 역
- 뮤지컬 《황태자 루돌프》 (2014년) - 타페수상 역
- 뮤지컬 《드림걸즈》 (2015년) - 제임스 썬더 얼리 역
- 뮤지컬 《엘리자벳》 (2015년) - 루이지 루케니 역
- 뮤지컬 《레베카》 (2015년) - 잭 파벨 역

## 수상
- 2010년 제16회 한국뮤지컬대상 남우조연상
- 2009년 제3회 더 뮤지컬 어워즈 남우조연상